# Rigsdaler norvegese

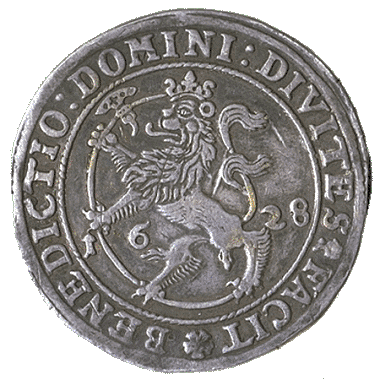
Cristiano IV: 1 speciedaler, 1628. Intorno BENEDICTIO:DOMINI:DIVITES:FACIT (la benedizione del signore rende ricchi)

Il rigsdaler è stato la valuta usata fino al 1816 in Norvegia e fino al 1873 in Danimarca. Il nome corrisponde a Reichsthaler, riksdaler e rijksdaalder, che sono monete usate rispettivamente in Germania ed Austria-Ungheria, Svezia e Paesi Bassi.

## Storia
Durante l'unione politica tra Danimarca e Norvegia, la valuta danese circolò accanto a quella norvegese. La Norvegia comunque emise monete con due differenti tipi rigsdaler, il rigsdaler courant ed il rigsdaler specie. Il rigsdaler courant valeva 96 skilling svedesi mentre il rigsdaler specie ne valeva 120.
In seguito all'unione tra Svezia e Norvegia, il rigsdaler specie fu chiamato speciedaler e divenne la valuta base in Norvegia.

## Monete
Alla fine del XVIII secolo ed agli inizi del XIX furono coniate le seguenti monete: 1, 2, 4, 8 e 24 skilling, 1/15, 1/5, 1/3, 1/2, 2/3 ed 1 rigsdaler specie.

## Banconote
Nel 1695 furono emesse banconote da 10, 20, 25, 50 e 100 rigsdaler (scritto rixdaler). Nel 1807 il governo reintrodusse le banconote con i valori di 1, 5,10 e 100 rigsdaler courant. Quella da 12 skilling fu aggiunta nel 1810. Nel 1813 iniziò a stampare banconote la Norges Rigsbanken. Le denominazioni furono 3, 6, 8 e 16 skilling, 1/2, 1, 5, 15, 25, 50 e 100 rigsdaler.